# ジャック・ハークネス
ジャック・ハークネス（Jack Harkness）は、イギリスのSFドラマ『ドクター・フー』の登場人物であり、そのスピンオフドラマ『秘密情報部トーチウッド』の主人公。演じるジョン・バロウマンは同性愛者であり、ジャック・ハークネス自身は全性愛者（オムニセクシャル）として描かれている。『ドクター・フー』シリーズ1,3,4と『秘密情報部トーチウッド』シリーズ3までの声は竹若拓磨、『秘密情報部トーチウッド』シリーズ4では加瀬康之。

## 人物
51世紀の出身であり、ターディスやソニック・スクリュードライバーを用いるドクターよりも近未来的でハイテク機器を使いこなす人物として描かれている。初登場時から全性愛者としての描写がなされており、男女構わず尻を褒めるなどの言動が見られる。初登場回の脚本を担当したスティーヴン・モファットは「ドクターとジャックの仕掛けや装置は全部セックスに関連している。なぜなら、すべてローズをめぐる2人の張り合いなのだから。」とコメントしている。周囲の人間に話しかけるたびにドクターから「手当たり次第に口説くな」と注意されるのがお約束となっている。なおジャックというキャラの表層と本編内の描写により、勘違いされる可能性が高いが、恋人のイアントに対する想いは真面目で心の底から想っている。ドクターに出会うまでは詐欺師として活動していたが、彼と行動を共にするうちに地球や人類を守る意思が芽生えてゆく。またドクターに対して並々ならぬ想いを持っており、秘密情報部トーチウッド『世界の終わり』では「誰に会えるなら時空の裂け目を開ける？」と聞かれたジャックが『ドクター』と答えていた。またジャックを演じるジョン・バロウマンはジャックがドクターを想う気持ちを『The Doctor and I』というラブソングのような歌にしている。
『秘密情報部トーチウッド』では、地球外の脅威から英国を防衛するトーチウッド3のリーダーに就任している。『秘密情報部トーチウッド』の作風が『ドクター・フー』よりも陰鬱として大人向けであるため、トーチウッドという組織の性質も相まって冷徹な面が多く見られる。あくまで性的な発言やキスだけに留まる『ドクター・フー』と異なり、こちらでは実際に性行為を行う描写も見られ、そのカットを巡って意見の対立もあった。『ドクター・フー』で明かされなかった設定や過去が本作では語られている。
なお、ジャック・ハークネスは本名ではなく、1941年に第二次世界大戦で戦死したジャック・ハークネス大尉から名前を拝借したものである。

## 生い立ち

### ドクターと出会う以前
51世紀にて生まれる。少年時代にエイリアンによる襲撃を受け、その際に弟グレイとはぐれて生き別れになってしまい、グレイの手を離してしまったことを生涯後悔し続けることとなる。その後はボーシェイン半島初のタイムエージェントとなり、「ボーの顔」と呼ばれるようになる。キャプテン・ジョン・ハートとパートナーとなってタイムエージェントとして活動を続けるが、何者かに2年分の記憶を盗まれ、記憶を取り戻すために他のタイムエージェントに対して詐欺行為を働く。ドクターと出会う頃には既にジャック・ハークネスの名前を手に入れていた。
またこの頃までにヴィレンガード工場で製造されたソニック・ブラスターを入手しており、原子炉が爆発して工場が閉鎖されたことも把握していた。

### 9代目ドクターとの旅
1941年のロンドン空襲の最中、9代目ドクターのコンパニオンであるローズ・タイラーを空から救出する。ローズとドクターをタイムエージェントと判断して詐欺行為を働くが、そのために墜落させた医療運搬船から漏れ出した医療ロボットのナノジーンが人間を次々にガスマスク姿に変貌させ、人類滅亡の危機を招いてしまう。ナノジーンの処理中に投下されたドイツ軍の爆弾を自らの宇宙船に乗せて自爆処理する覚悟を決めたが、ドクターにより救出されて彼との旅に出発する。
ターディスの燃料補給のため時空間の裂け目が存在する2006年のカーディフに赴き、そこで宇宙のマフィアであるスリジーン一家の生き残りと対決する。マーガレット・スリジーンからエクストラポレーターを回収し、この装置は今後ドクターの助けになった。マーガレットを母星ラキシコリコファラパトリアスへ送り届けた後に日本の京都を旅していたが、強力なトランスマットビームにより2001世紀の宇宙ステーションへ転送される。ステーションで運営されるデスゲームを突破してステーションの管理者を追い詰めるが、その陰にダーレクの陰謀があったと知る。ダーレクとの戦闘で命を落とすが、ターディスの心臓部を解放して人智を超越した力を手に入れたローズにより蘇生させられる。9代目ドクターはその直後にジャックをステーションへ置き去りにして去って行った。

### トーチウッド3

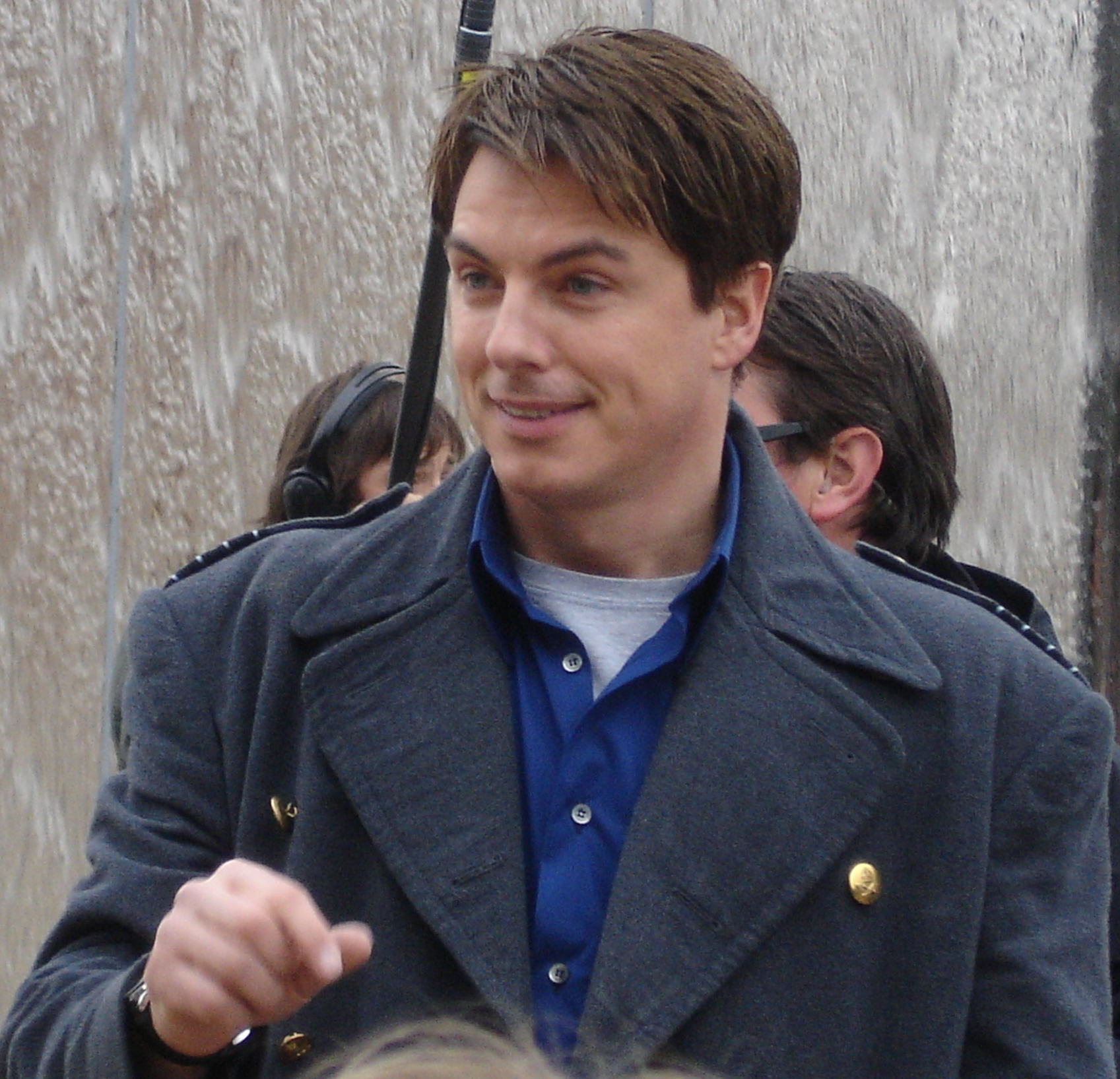
トーチウッドで勤務している時期のジャック

ダーレクに破壊された地球の再興に尽くしたのち、時空操作機を用いて21世紀の地球へ帰還しようとするが、誤って1869年に漂着してしまう。1892年にエリス島で心臓を撃ち抜かれるも蘇生し、自身がローズの力で不死身になったことを悟る。21世紀になればドクターに出会えるとの予言を受けてカーディフで待ち続けるうち、ドクターを捜していたことと不死身であることから当時のトーチウッド3に捕獲される。自由契約という形でトーチウッド3に雇用され、21世紀でドクターと再会するためにトーチウッド3で100年以上の時を過ごす。
この間に様々な経験をしており、1909年には軍用列車で同胞が妖精に襲われ全滅している。1918年にはトーチウッドでジャックに次ぐ勤続年数のトーマス・ブロックレスを迎えており、将来発生するタイムシフト現象を解決するために彼を冷凍保存する。1927年には自身のビザを盗んで渡米を計画したイタリア人男性アンジェロ・コラサントと出会い、彼とともに第二次世界大戦に関わる歴史改変を食い止めたが、その際に警察に逮捕されたアンジェロの恨みを買って殺害され、不死性が露呈してしまう。不死性を知った他の民衆から悪魔扱いされたジャックは毎日殺害され続け、アンジェロを拒絶し1人で去ることとなった。1965年には電波の周波数から456と命名されたエイリアンが地球に来訪し、新型インフルエンザの抗ウイルス剤と引き換えに12人の地球人の子どもの引き渡しをジャックが担当した。
1999年12月31日、21世紀の未来を見て絶望した当時のトーチウッド3のリーダーであったアレックスが、トーチウッドのメンバーを全員殺害した末に自殺し、リーダーの座をジャックに譲った。これを以てジャックはトーチウッド3のリーダーとなり、国家機密に接触したとして無期禁固中の科学者トシコ・サトウ、恋人を寄生エイリアンに殺害されたオーウェン・ハーパー、カナリー・ワーフの戦いで居場所を失った元トーチウッド1の職員イアント・ジョーンズを仲間に加える。スージー・コステロもトーチウッド3のメンバーであったが、彼女は三叉ナイフによる殺人事件を繰り返した後、それがジャックに発覚して拳銃自殺をした。三叉ナイフによる連続殺人事件を捜査していた婦警グウェン・クーパーと出会い、彼女をトーチウッド3の新メンバーとした。
グウェンを加えたトーチウッドメンバーはカーディフに開いた時空間の裂け目に関する事案をいくつも対処してきたが、ジャックとトシコが1941年に閉じ込められてしまい、彼らを救出しようとオーウェンが裂け目を拡張したために、歴史上の様々な生物や物体が21世紀の地球に出現することとなった。裂け目をもう一度開けば全てを元に戻せると主張する他のメンバーの制止に走った結果、ジャックはオーウェンに射殺され、裂け目の開放を許してしまう。裂け目からは殺戮の神アバドンが出現し、ジャックは自らの持つ無限の命をアバドンに吸収させてアバドンを倒し世界を救った。

### 10代目ドクターとの再会
アバドンを倒した後、トーチウッド3に安置されていたドクターの手（ドクター・フー『クリスマスの侵略者』でシコラックスに切断されたもの）が反応していることに気付き、ジャックはドクターが付近に来ていることを悟る。ジャックから逃げ去ろうとするターディスにしがみついて時空移動し、宇宙が終焉を迎えつつある100兆年後の惑星マルカサイロで10代目ドクターおよびマーサ・ジョーンズと出会う。
マルカサイロから惑星ユートピアへロケットで脱出を図る民衆に出会うが、そのエンジン開発に携わっていたヤナ教授がドクターのターディスを奪って21世紀へ飛び立ち、ジャック達も時空操作機で彼を追跡する。21世紀に辿り着いたときには既にヤナ教授はアークエンジェルネットワークで正体を隠してハロルド・サクソンとしてイギリス首相の地位についており、ジャック達の抵抗もむなしく地球は彼とトクラフェインと呼ばれるエイリアンの支配下に置かれた。トーチウッドメンバーはヒマラヤへ飛ばされ、ジャックは1年間ハロルド・サクソンに監禁されることとなった。

### グレイとの再会
ハロルド・サクソンの支配体制が崩された後、ジャックはトーチウッド3に帰還する。ジャックが不在でも任務をこなせるほど成長したトーチウッドメンバーを見て感動を覚えるが、直後にキャプテン・ジョン・ハートがこの時代に到来したことを知り、彼と再会する。トーチウッドメンバーを危険に晒したジョンを巡る爆弾騒動を解決した後、ジャックはジョンから「グレイを見つけた」と告げられる。
それ以来ジャックの脳裏を常に弟グレイの存在がよぎり、記憶改変能力を持つアダムにより弟に関する過去に干渉されかけることもあった。後にグレイはジョンを脅迫してトーチウッドメンバーに爆破テロをしかけた末、カーディフ全域の都市機能を停止させるほどの大規模テロ攻撃を仕掛ける。これは51世紀で彼の手を離して人生を破壊したジャックに対する復讐であり、ジャックは西暦27年でグレイとジョンにより生き埋めにされた。この後ジャックは1902年のトーチウッド3により掘り起こされて2009年までコールドスリープし、2009年に戻ってきたグレイを眠らせ、トシコとオーウェンを失いながらも事態を終息させた。

### 456と地球脱出
グレイの事件が終結した後、ジャック達はダーレク艦隊による地球侵攻に直面することとなった。ドクターの元コンパニオンであるサラ・ジェーン・スミスや元首相ハリエット・ジョーンズ、UNITに勤務するマーサ・ジョーンズらと協力して10代目ドクターを地球に呼び寄せ、ダーレク艦隊に乗り込んで決戦に臨んだ。
更にその後、地球は再度456の到来を受ける。456は地球人の子どもの10%を引き渡すよう要求しており、過去に456に対応したトーチウッドは事実を隠蔽したいイギリス政府から狙われ、ジャックの体内に埋め込まれた爆弾が作動してトーチウッド3の基地は完全に爆破される。基地を失ったジャック達は単身イギリス政府と456に立ち向かうが、その過程で恋人のイアントを失い、ジャックはさらに孫スティーヴンを失うこととなる。これまで数多くの仲間を失って精神を消耗した彼は地球を立ち去ることにする。
異星人の集まる宇宙のどこかの酒場に入り浸っていたところ、10代目ドクターと最後の再会を果たす。宇宙船タイタニック号の元操縦士アロンゾを紹介される。

### 奇跡の日
2011年3月、突如として地球人類が不完全な不死性を獲得し、重傷者は苦痛を永遠に感じながら生き続けるようになってしまう。一方で不死身だったジャックは逆に不死性を失い、地球人で唯一死ぬことのできる肉体になっていた。彼はグウェンを守るためにトーチウッドの情報を全て抹消していたが、CIAの捜査官レックス・マセソンにより2人は逮捕され、アメリカ合衆国へ移送される。彼らは新生トーチウッドとしてアメリカに拠点を移し、レックスやエスター・ドラモンドとともに、「奇跡」と呼ばれる不死現象の解決に乗り出す。
ジャックは死ぬことのできる現状に葛藤しながら、この奇跡の原因である“祝福”が地球上で対蹠地の関係にある上海とブエノスアイレスに存在することを突き止める。奇跡の原因が不死身であった自分の血液が“祝福”に取り込まれたことであると悟り、彼は不死性を失った自身の血液を上海とブエノスアイレスの両側から流し込み、奇跡に終止符を打った。これ以降、ジャックは不死性を取り戻した。

## フェイス・オブ・ボー
ジャック・ハークネスは故郷ではボーの顔（Face of Boe）と呼ばれていたことから、『ドクター・フー』シリーズ1から3に登場するフェイス・オブ・ボーと同一人物であることがほのめかされている。フェイス・オブ・ボーはボー一族という透明の生命維持装置に入った顔だけの生物であり、2000世紀時点で妊娠が発表され、2001世紀ではイソップ銀河の最古の住人として周知されていた。
西暦50億年ではプラットホーム1で太陽の超新星爆発により崩壊する地球の様子を見る会を主催し、西暦50億23年では新地球の大病院で老衰の治療を受けていた。プラットホーム1で9代目ドクターと知り合い、病院で10代目ドクターと再会。10代目ドクターに次に会うときに秘密を告げると言い残した。50億43年でニューニューヨークの地下にて10代目ドクターと協力して地上を開放し、その際に生命維持装置のエネルギーを使い果たして息を引き取った。このとき、ドクターに「君は一人ではない（You Are Not Alone.）」と告げた。

## その後の登場
『ドクター・フー』の製作総指揮がラッセル・T・デイヴズからスティーヴン・モファットに移って以降、ジャック・ハークネスは『ドクター・フー』の本編に登場していない。ジャック役のジョン・バロウマンは50周年記念スペシャル『ドクターの日』にジャックを登場させたいとコメントし、11代目ドクター役のマット・スミスやラッセルも賛同したが、モファットらはバロウマンに対してオファーを出さず、結局登場はなかった。代わりに同エピソードではジャック・ハークネスの所有していた時空操作機が彼の死のタイミングでUNITのブラックアーカイブに収蔵され、劇中で11代目ドクターのコンパニオンクララ・オズワルドに使用された。また、彼の不死性についても言及された。
このほかにはシレンシオ湖での死が迫った11代目ドクターが言及しているほか、ジャックと同じく不死身となった少女アシルダに12代目ドクターが彼の名を告げている。サイバーマンに撃たれて昏睡状態となっていた12代目ドクターが意識を取り戻す際にも、他のコンパニオン達とともにドクターへ声をかけていた。